# Frans Jeppsson Wall
Frans Osifoh Jeppsson Wall (Ystad, 19 december 1998) is een Zweedse zanger.

## Biografie
Jeppsson Wall werd geboren uit een Nigeriaans-Britse vader en een Zweedse moeder. Hij werd in het Engels en het Zweeds opgevoed. Hij woonde geruime tijd in Londen. Frans heeft een tweelingzus, daarnaast heeft hij ook een jongere broer. Hij raakte bekend in eigen land door net voor de start van het wereldkampioenschap voetbal 2006 met de band Elias een nummer te lanceren over de Zweedse voetballer Zlatan Ibrahimović, genaamd Who's da man. Het nummer stond dertien weken lang op nummer één in de Sverigetopplistan. Twee jaar later had hij wederom een nummer 1-hit met Fotbollsfest, ter gelegenheid van het Europees kampioenschap voetbal 2008.
Na jaren van afwezigheid nam Jeppsson Wall begin 2016 deel aan Melodifestivalen, de Zweedse preselectie voor het Eurovisiesongfestival. Met het nummer If I were sorry haalde hij de finale, die hij ook winnend wist af te sluiten. Op zeventienjarige leeftijd werd hij de tweede jongste winnaar ooit, na Carola in 1983. Hij mocht aldus zijn vaderland vertegenwoordigen op het Eurovisiesongfestival 2016, dat gehouden werd in eigen land, in hoofdstad Stockholm. Daar haalde Frans de vijfde plaats.
In juni 2018 behaalde hij zijn middelbareschooldiploma en besloot hij om zich volledig op zijn muziekcarrière te richten.

## Discografie
- 3 juli 2020 – On a Wave
- 22 november 2019 - Ada
- 20 september 2019 - Amsterdam
- 24 mei 2019 - Do It Like You Mean It met Yoel905
- 15 maart 2019 – Snakes
- 11 januari 2019 – One Floor Down
- 28 juni 2018 – Loving U, Nicole Cross met Frans
- 26 mei 2017 – Liar
- 24 juni 2016 – Young Like Us
- 28 februari 2016 – If I Were Sorry
- 14 mei 2008 – Footballfest
- 4 december 2006 – Kul med Jul
- 1 mei 2006 – Who's da Man

### Singles
| Single met eventuele hitnotering(en) in de Nederlandse Top 40 | Datum van verschijnen | Datum van binnenkomst | Hoogste positie | Aantal weken | Opmerkingen                                                        |
| ------------------------------------------------------------- | --------------------- | --------------------- | --------------- | ------------ | ------------------------------------------------------------------ |
| If I were sorry                                               | 2016                  | 04-06-2016            | tip3            | –            | Inzending Eurovisiesongfestival 2016 / Nr. 34 in de Single Top 100 |

| Single met hitnotering(en) in de Vlaamse Ultratop 50 | Datum van verschijnen | Datum van binnenkomst | Hoogste positie | Aantal weken | Opmerkingen                          |
| ---------------------------------------------------- | --------------------- | --------------------- | --------------- | ------------ | ------------------------------------ |
| If I were sorry                                      | 2016                  | 21-05-2016            | 36              | 3            | Inzending Eurovisiesongfestival 2016 |

1958: Alice Babs · 
1959: Brita Borg · 
1960: Siw Malmkvist · 
1961: Lill-Babs · 
1962: Inger Berggren · 
1963: Monica Zetterlund · 
1965: Ingvar Wixell · 
1966: Lill Lindfors & Svante Thuresson · 
1967: Östen Warnerbring · 
1968: Claes-Göran Hederström · 
1969: Tommy Körberg · 
1971: Family Four · 
1972: Family Four · 
1973: Nova · 
1974: ABBA · 
1975: Lasse Berghagen · 
1977: Forbes · 
1978: Björn Skifs · 
1979: Ted Gärdestad · 
1980: Tomas Ledin · 
1981: Björn Skifs · 
1982: Chips · 
1983: Carola · 
1984: Herreys · 
1985: Kikki Danielsson · 
1986: Lasse Holm & Monica Törnell · 
1987: Lotta Engberg · 
1988: Tommy Körberg · 
1989: Tommy Nilsson · 
1990: Edin-Ådahl · 
1991: Carola · 
1992: Christer Björkman · 
1993: Arvingarna · 
1994: Marie Bergman & Roger Pontare · 
1995: Jan Johansen · 
1996: One More Time · 
1997: Blond · 
1998: Jill Johnson · 
1999: Charlotte Nilsson · 
2000: Roger Pontare · 
2001: Friends · 
2002: Afro-Dite · 
2003: Fame · 
2004: Lena Philipsson · 
2005: Martin Stenmarck · 
2006: Carola · 
2007: The Ark · 
2008: Charlotte Perrelli · 
2009: Malena Ernman · 
2010: Anna Bergendahl · 
2011: Eric Saade · 
2012: Loreen · 
2013: Robin Stjernberg · 
2014: Sanna Nielsen · 
2015: Måns Zelmerlöw · 
2016: Frans · 
2017: Robin Bengtsson · 
2018: Benjamin Ingrosso · 
2019: John Lundvik · 
2021: Tusse · 
2022: Cornelia Jakobs · 
2023: Loreen · 
2024: Marcus & Martinus · 
2025: KAJ
- Gemeinsame Normdatei: 1100357017
- International Standard Name Identifier: 0000 0004 6299 5189
- MusicBrainz: 0e53aaf0-4e61-4750-8a97-8cade4303f4e
- Virtual International Authority File: 77146461503727731342